# Eliminator (musikalbum)
Eliminator är ett musikalbum av ZZ Top, släppt den 23 mars 1983. Eliminator är gruppens åttonde studioalbum. Samtliga låtar är skrivna av Frank Beard, Billy Gibbons och Dusty Hill. Även om gruppen hade haft framgång på 1970-talet så blev detta album en stor succé internationellt. Framgången berodde till stor del på de populära musikvideor till singlarna "Gimme All Your Lovin' ", "Sharp Dressed Man" och "Legs" som visades flitigt i MTV, och att de anpassat sin bluesrock till den synthbaserade new wave-musik som var populär på 1980-talet. Albumets titel kommer från den röda Ford-hot rod som pryder albumets omslag, vilken har smeknamnet "The Eliminator". Skivan rankades av tidningen Rolling Stone som #398 i deras lista The 500 Greatest Albums of All Time.

## Låtförteckning
Sida ett
1. "Gimme All Your Lovin'" – 3:59
2. "Got Me Under Pressure" – 3:59
3. "Sharp Dressed Man" – 4:13
4. "I Need You Tonight" – 6:14
5. "I Got the Six" – 2:52

Sida två
1. "Legs" – 4:35
2. "Thug" – 4:17
3. "TV Dinners" – 3:50
4. "Dirty Dog" – 4:05

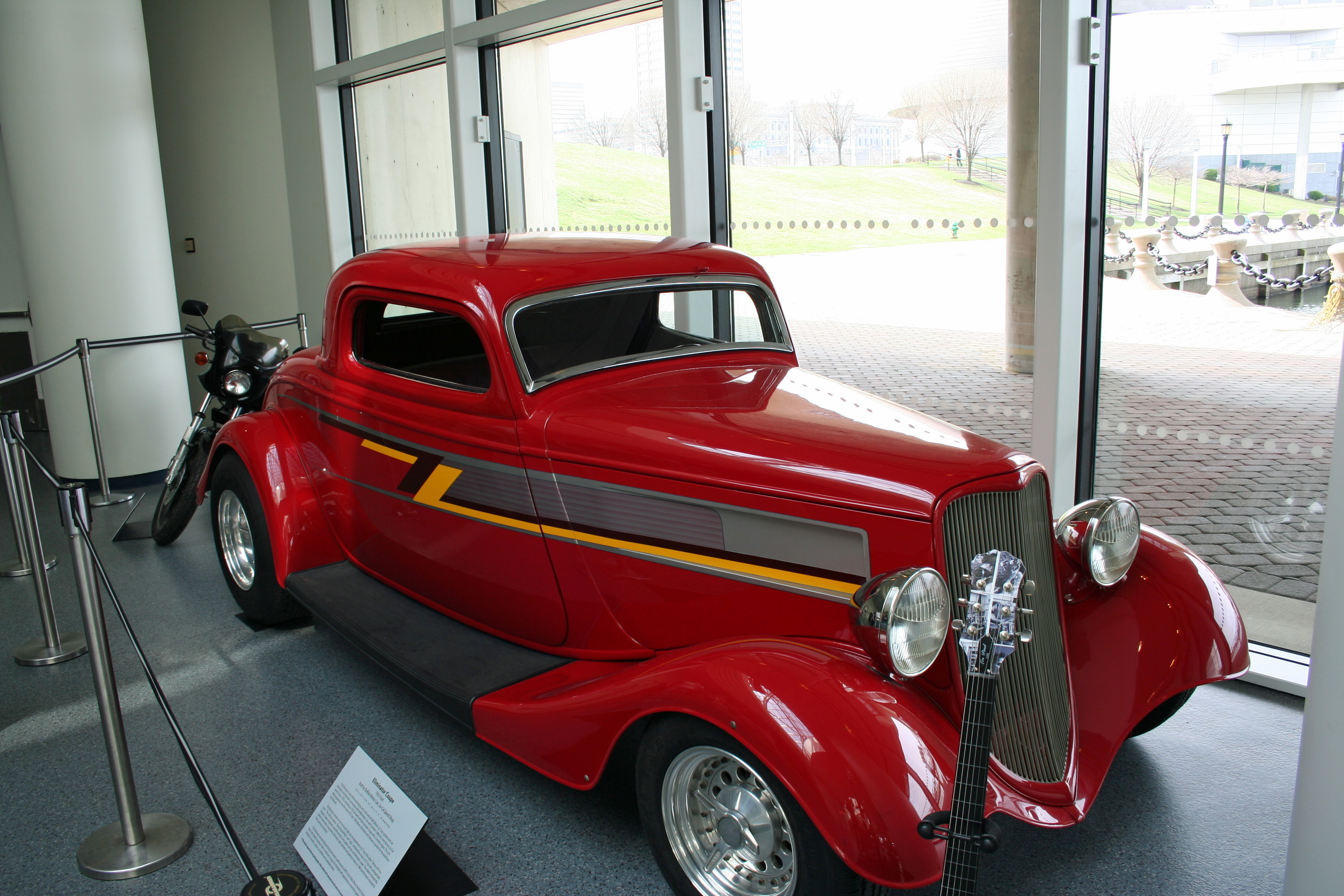
"The Eliminator" som återfinns på albumets omslag.

5. "If I Could Only Flag Her Down" – 3:40
6. "Bad Girl" – 3:16

## Listplaceringar
| Lista (1983)   | Position              |
| -------------- | --------------------- |
| Australien     | 2 (Kent Music Report) |
| Finland        | 1                     |
| Frankrike      | 4                     |
| Kanada         | 10 (RPM)              |
| Nederländerna  | 4                     |
| Norge          | 13 (VG-lista)         |
| Nya Zeeland    | 4                     |
| Schweiz        | 11                    |
| Storbritannien | 3 (UK Albums Chart)   |
| Sverige        | 13 (Topplistan)       |
| USA            | 9 (Billboard 200)     |
| Västtyskland   | 25                    |